# Історична герменевтика
Герменевтика історична — мистецтво і теорія тлумачення писемних пам'яток. Багато дослідників розглядають її як інтегрувальну ланку між філософією та історичними дисциплінами. Пов'язана з герменевтикою доби Відродження — мистецтвом перекладу пам'яток минулої, античної культури (див. Античність) на мову культури живої, сучасної. Методологія власне Г.і. розроблялася представниками німецької історичної школи (Л. фон Ранке, Й.-Г.Дройзен, В.Дільтей) 1-ї половини 19 ст. В основі Г.і. — метод розуміння та інтерпретації тексту як продукту певної культурної традиції. Розвиток Г.і. сприяв формуванню в 1950–60-х рр. герменевтики філософської (М.Гайдеггер, Г.Гадамер), яка, своєю чергою, збагатила методологію історичної науки. Г.і. робить акцент на акті «розуміння» джерела, а не на традиційному для історіографії акті аналізу або критики. Історики-герменевти виступають проти «наївного історичного об'єктивізму». З їхнього погляду, мислимою реальністю має бути реальність конкретного тексту, а не «уявна» історична реальність. Г.і. ставить під сумнів пізнавальні можливості історика, закликаючи до переосмислення таких понять, як «прозорість тексту», «об'єктивність історика», «специфіка історичного пізнання». Цей теоретичний напрям дістав назву «нова інтелектуальна історіографія» і нині є найпоширенішим у Німеччині, Нідерландах та США.